# Scott Stadium
Das Scott Stadium (offizieller Name: Carl Smith Center, Home of David A. Harrison III Field at Scott Stadium) ist ein American-Football-Stadion auf dem Campus der University of Virginia in der US-amerikanischen Stadt Charlottesville, Virginia. Das NCAA-College-Football-Team der Virginia Cavaliers trägt hier ihre Heimspiele der Atlantic Coast Conference aus. Daneben wird die Arena für Lacrosse-Spiele genutzt.

## Geschichte
Das Stadion wurde 1931 eröffnet mit einer damaligen Platzkapazität für 25.000 Zuschauer und ersetzte das Lambeth Field. Die Baukosten beliefen sich auf 300.000 US-Dollar. Benannt ist die Sportstätte nach Frederic W. Scott, dem damaligen Rektor der Universität. Er spendete das Geld für den Bau des Stadions. Vom Stadion aus hat man einen Blick auf die Blue Ridge Mountains und das Monticello; das Herrenhaus des 3. US-Präsidenten Thomas Jefferson.
Die erste größere Renovierung fand 1974 statt; dazu gehörte die Sanierung der Betontribünen und des Mauerwerks; es wurden neue Aluminium-Sitze installiert und ein Kunstrasen ersetzte das natürliche Grün. Im Jahr 1981 wurde die Tribünen auf dem Oberrang eröffnet, dies brachte 12.000 zusätzliche Zuschauerplätze. Des Weiteren wurde eine neue Pressetribüne eingerichtet und eine President’s Box gebaut und ein neuer Kunstrasen verlegt, der bis 1988 im Stadion blieb. 1983 bekam das Stadion ihre erste festinstallierte Flutlichtanlage. Seit 1995 ist wieder ein Naturrasen in der Anlage verlegt.
Am 14. Juni 1997 spendete Carl W. Smith, Absolvent der University of Virginia 1951, 25 Mio. US$ der Universität. Ein Großteil (23 Mio. US-Dollar) wurde für die Erweiterung des Stadions auf 60.000 Plätze verwendet. 1998 bekam das eine neue Videowand mit Anzeigetafel. Das Bauprojekt der Erweiterung war auf drei Jahre ausgelegt.
Zur Saisoneröffnung am 2. September 2000 gegen die Brigham Young Cougars wurde das umgebaute Stadion eingeweiht. Es wurde neben den zusätzlichen Plätzen u. a. die President’s Box modernisiert, 44 Luxus-Logen und ein Drei-Etagen-Parkhaus mit 600 Stellplätzen gebaut. Im Sommer 2009 wurde eine neue 2,4 Mio. US-Dollar teure Videowand im Stadion aufgebaut; die deutlich größer ist als ihre Vorgängerin.
Heute hat die Anlage eine Kapazität von 61.500 Zuschauern auf Sitzplätzen.

## Konzerte
Zu Konzerten waren z. B. die Dave Matthews Band (21. April 2001), The Rolling Stones (6. Oktober 2005) und U2 (1. Oktober 2009) in der Sportstätte zu Gast.

## Galerie

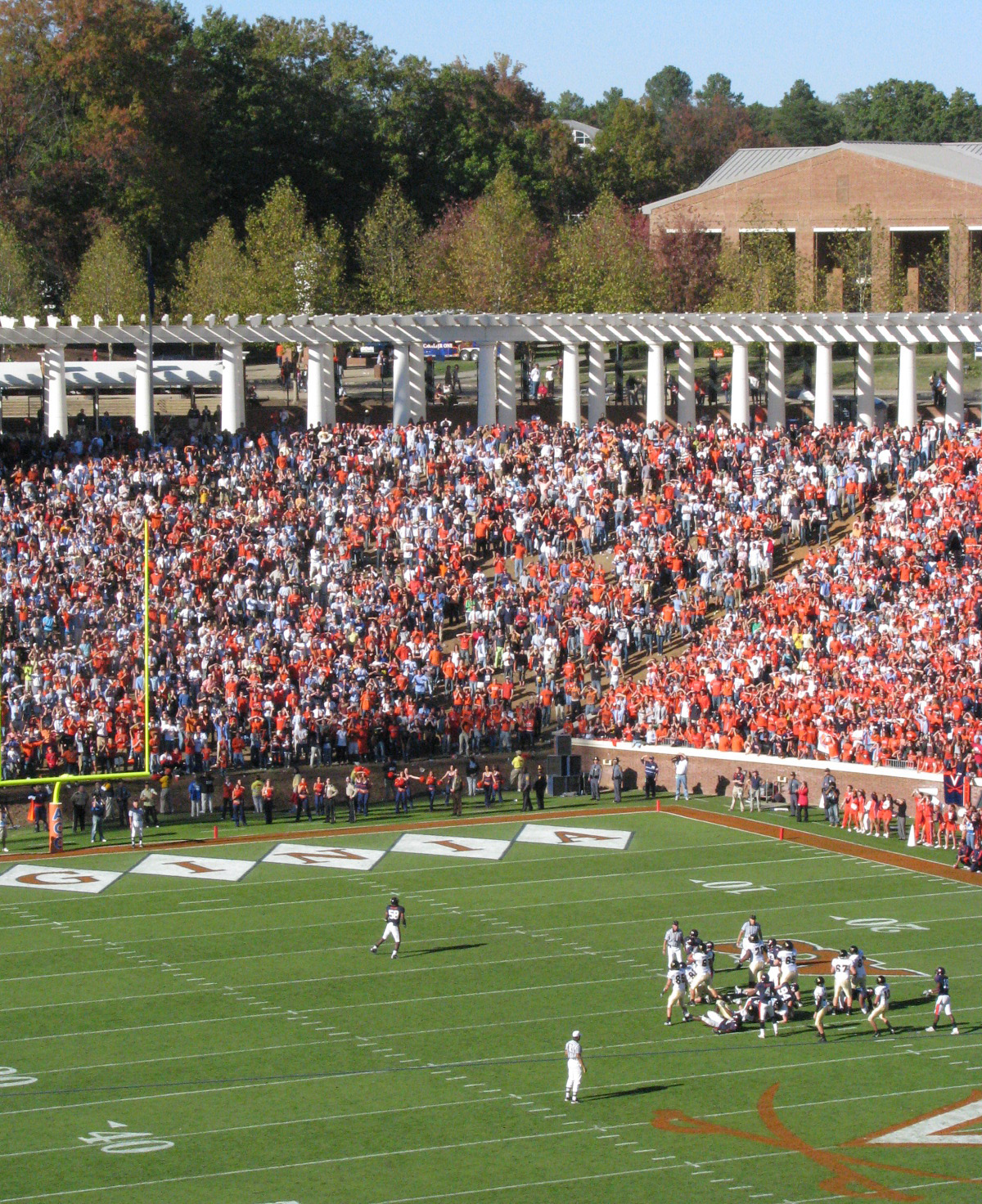
Spiel im Scott Stadium der Cavaliers gegen die Wake Forest Demon Deacons im Jahr 2007